# Johann Wilhelm Edmund von Sinzendorf-Neuburg
Johann Wilhelm Edmund Conte von Sinzendorf-Neuburg (Vienna, 10 settembre 1697 – Vienna, 6 gennaio 1766) è stato un nobile e politico austriaco.

## Biografia
Johan Wilhelm Edmund von Sinzendorg-Neuburg era il figlio primogenito del conte Philipp Ludwig Wenzel von Sinzendorf e di sua moglie, la contessa Katharina Rosina von Waldstein. Era fratello maggiore del cardinale Philipp Ludwig von Sinzendorf.
Data la posizione di grande importanza raggiunta da suo padre come cancelliere imperiale, ebbe carriera facile e nel marzo del 1718 ottenne il titolo di grande di Spagna e venne inviato al consiglio del governo del ducato di Milano e poi in quello dei Paesi Bassi austriaci. Divenuto cavaliere del Toson d'oro, in quello stesso anno divenne commissario a Napoli ed in Sicilia.
Morì a Vienna il 6 gennaio 1766. Non avendo avuto figli maschi, alla sua morte gli succedette nei titoli della sua casata il cugino Wenzel Hermann.

## Matrimoni e figli
Johann Wilhelm Edmund von Sinzendorf-Neuburg si sposò due volte. La prima, a Milano, il 10 ottobre 1716, fu con la marchesa Bianca Maria Sforza di Caravaggio, erede dell'omonimo marchesato, che morì però con la nascita dell'unica figlia della coppia nel 1717. La coppia ebbe:
- Bianca Maria (1717 - 1783), marchesa di Caravaggio e contessa di Galliate, sposò Filippo Domenico Marchese Doria Landi Pamphilj Sforza Visconti.

Dopo la morte della prima moglie, si risposò il 17 gennaio 1724 con la principessa Maria Josepha Amalia Antonia von Eggenberg, figlia del principe Johann Seyfried von Eggenberg. Con quest'ultima, per quanto più duraturo del primo, Johann non visse un matrimonio felice tanto più che essa nel 1732 decise di ritirarsi per un periodo nel convento di Nikolainines, ma poi si riconciliò col marito ritornando sotto il tetto coniugale, ma morì poco dopo, il 5 maggio del 1755, all'età di 44 anni.

## Ascendenza
|                                                                 |                                  |                                                           | Genitori                                                        |  |  | Nonni |  |  | Bisnonni                          |  |  | Trisnonni                         |  |
|                                                                 |                                  |                                                           |                                                                 |  |  |       |  |  | Pilgram il Giovane von Sinzendorf |  |  | Pilgram il Vecchio von Sinzendorf |  |
|                                                                 |                                  |                                                           |                                                                 |  |  |       |  |  | Pilgram il Giovane von Sinzendorf |  |  | Pilgram il Vecchio von Sinzendorf |  |
|                                                                 |                                  | Mechtildis Geymann                                        |                                                                 |  |  |       |  |  | Pilgram il Giovane von Sinzendorf |  |  |                                   |  |
| Georg Ludwig von Sinzendorf-Neuburg                             |                                  |                                                           |                                                                 |  |  |       |  |  | Pilgram il Giovane von Sinzendorf |  |  |                                   |  |
|                                                                 |                                  | Susanna von Trauttmansdorff                               | Johann Friedrich von Trauttmansdorff, barone di Trauttmansdorff |  |  |       |  |  |                                   |  |  |                                   |  |
|                                                                 |                                  | Susanna von Trauttmansdorff                               | Johann Friedrich von Trauttmansdorff, barone di Trauttmansdorff |  |  |       |  |  |                                   |  |  |                                   |  |
|                                                                 |                                  | Susanna von Trauttmansdorff                               | Eva von Trauttmansdorff                                         |  |  |       |  |  |                                   |  |  |                                   |  |
| Philipp Ludwig Wenzel von Sinzendorf-Neuburg                    |                                  | Susanna von Trauttmansdorff                               |                                                                 |  |  |       |  |  |                                   |  |  |                                   |  |
|                                                                 |                                  | Filippo Luigi di Schleswig-Holstein-Sonderburg-Wiesenburg | Alessandro di Schleswig-Holstein-Sonderburg                     |  |  |       |  |  |                                   |  |  |                                   |  |
|                                                                 |                                  | Filippo Luigi di Schleswig-Holstein-Sonderburg-Wiesenburg | Alessandro di Schleswig-Holstein-Sonderburg                     |  |  |       |  |  |                                   |  |  |                                   |  |
|                                                                 |                                  | Filippo Luigi di Schleswig-Holstein-Sonderburg-Wiesenburg | Dorotea di Schwarzburg-Sondershausen                            |  |  |       |  |  |                                   |  |  |                                   |  |
| Dorothea Elisabeth von Schleswig-Holstein-Sonderburg-Wiesenburg |                                  | Filippo Luigi di Schleswig-Holstein-Sonderburg-Wiesenburg |                                                                 |  |  |       |  |  |                                   |  |  |                                   |  |
|                                                                 |                                  | Caterina di Waldeck-Wildungen                             | Cristiano di Waldeck-Wildungen                                  |  |  |       |  |  |                                   |  |  |                                   |  |
|                                                                 |                                  | Caterina di Waldeck-Wildungen                             | Cristiano di Waldeck-Wildungen                                  |  |  |       |  |  |                                   |  |  |                                   |  |
|                                                                 |                                  | Caterina di Waldeck-Wildungen                             | Elisabetta di Nassau-Siegen                                     |  |  |       |  |  |                                   |  |  |                                   |  |
| Johann Wilhelm Edmund von Sinzendorf-Neuburg                    |                                  | Caterina di Waldeck-Wildungen                             |                                                                 |  |  |       |  |  |                                   |  |  |                                   |  |
|                                                                 | Johann Christoph von Waldenstein | Bartholomeus von Waldenstein                              |                                                                 |  |  |       |  |  |                                   |  |  |                                   |  |
|                                                                 | Johann Christoph von Waldenstein | Bartholomeus von Waldenstein                              |                                                                 |  |  |       |  |  |                                   |  |  |                                   |  |
|                                                                 | Johann Christoph von Waldenstein | Mandaléna Bohdanecka z Hodkova                            |                                                                 |  |  |       |  |  |                                   |  |  |                                   |  |
| Oktavian Ladislaus von Waldenstein                              | Johann Christoph von Waldenstein |                                                           |                                                                 |  |  |       |  |  |                                   |  |  |                                   |  |
|                                                                 |                                  | Ludmila Katerina Marketa Kunesova z Lukavec               |                                                                 |  |  |       |  |  |                                   |  |  |                                   |  |
|                                                                 |                                  |                                                           |                                                                 |  |  |       |  |  |                                   |  |  |                                   |  |
|                                                                 |                                  |                                                           |                                                                 |  |  |       |  |  |                                   |  |  |                                   |  |
| Regina Catherina von Waldenstein                                |                                  |                                                           |                                                                 |  |  |       |  |  |                                   |  |  |                                   |  |
|                                                                 |                                  | Georg Franz Adam von Waldenstein                          | Rudolf Maximilian von Waldenstein                               |  |  |       |  |  |                                   |  |  |                                   |  |
|                                                                 |                                  | Georg Franz Adam von Waldenstein                          | Rudolf Maximilian von Waldenstein                               |  |  |       |  |  |                                   |  |  |                                   |  |
|                                                                 |                                  | Georg Franz Adam von Waldenstein                          | Zdislava Sezima z Usti                                          |  |  |       |  |  |                                   |  |  |                                   |  |
| Maria Anna von Waldenstein                                      |                                  | Georg Franz Adam von Waldenstein                          |                                                                 |  |  |       |  |  |                                   |  |  |                                   |  |
|                                                                 |                                  | Maria Anna von Trauttmansdorff                            | Ehrenreich Adam von Trauttmansdorff                             |  |  |       |  |  |                                   |  |  |                                   |  |
|                                                                 |                                  | Maria Anna von Trauttmansdorff                            | Ehrenreich Adam von Trauttmansdorff                             |  |  |       |  |  |                                   |  |  |                                   |  |
|                                                                 |                                  | Maria Anna von Trauttmansdorff                            | Maria Barbara von Ursenbeck                                     |  |  |       |  |  |                                   |  |  |                                   |  |
|                                                                 |                                  | Maria Anna von Trauttmansdorff                            |                                                                 |  |  |       |  |  |                                   |  |  |                                   |  |